# Palazzo Venezia (Napels)

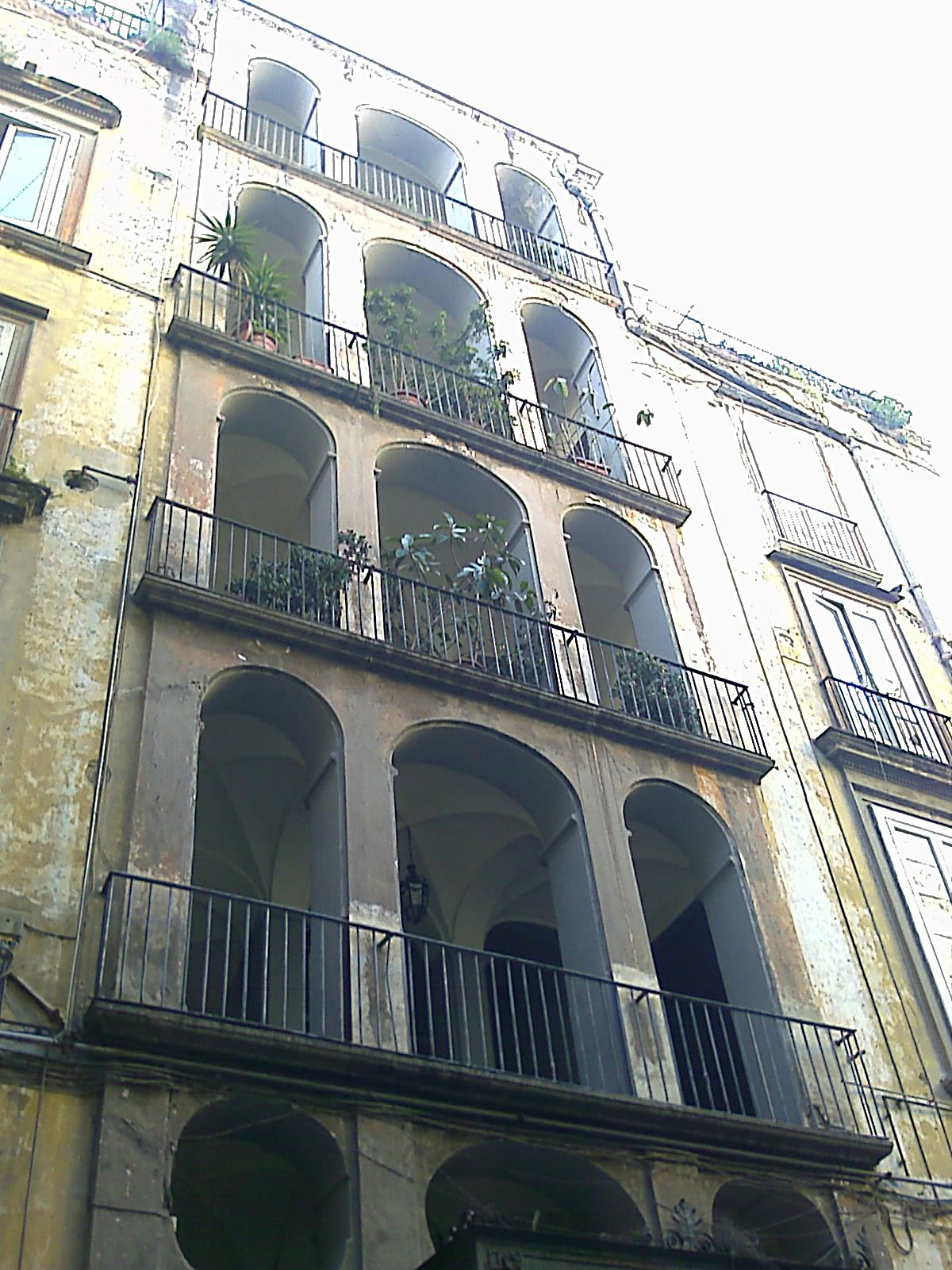
Palazzo Venezia in Napels

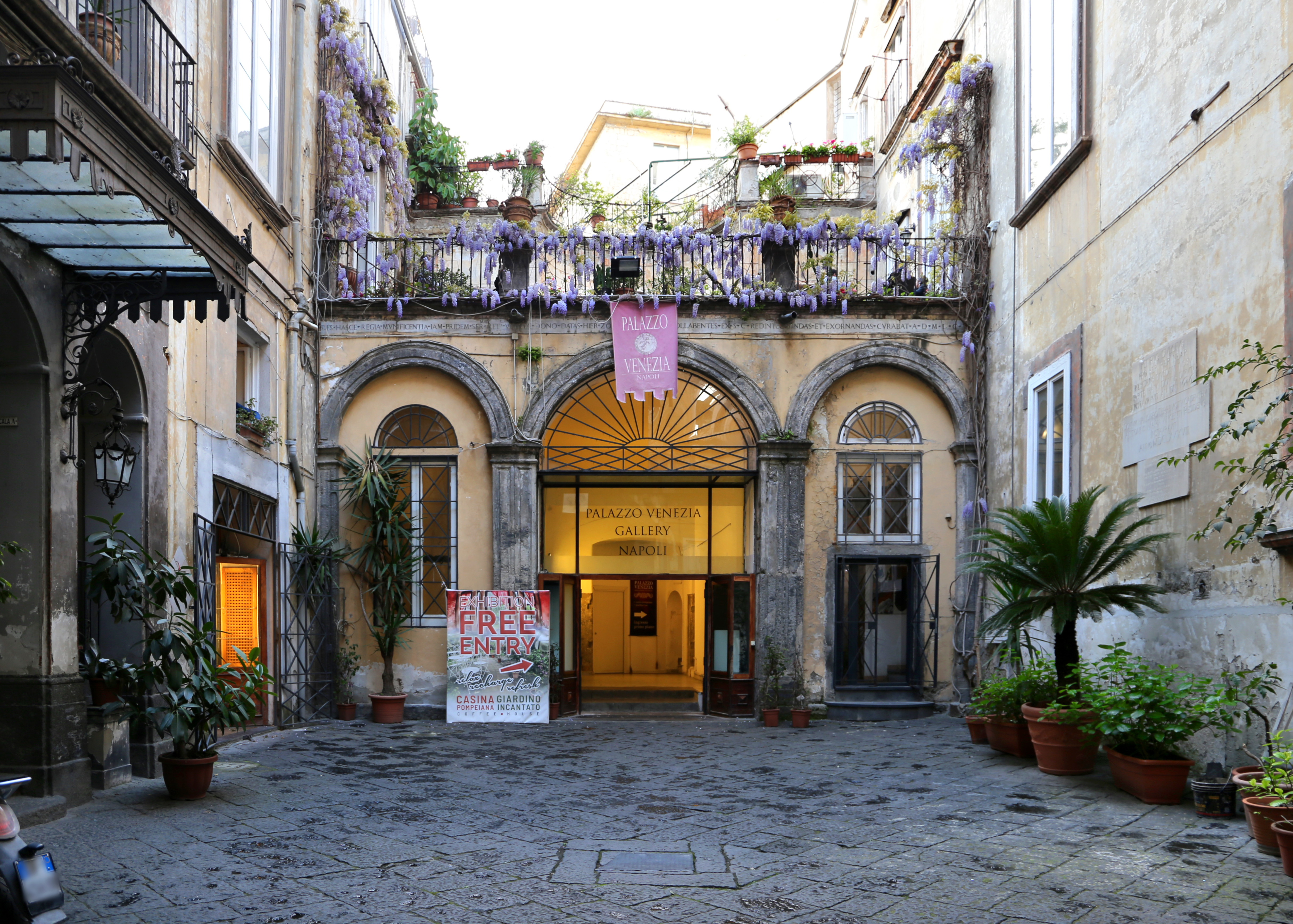
Kunstgalerij

Het Palazzo Venezia (15e eeuw, huidige versie 19e eeuw) bevindt zich in Napels, hoofdstad van de Italiaanse regio Campania. Het was vier eeuwen de ambassade van de Republiek Venetië, la Serenissima, in het koninkrijk Napels. Met de napoleontische tijd verdween de ambassade. Sinds 1816 is het stadspaleis privé-eigendom.

## Naam
- Palazzo Venezia of Venetiaans paleis
- Palazzo San Marco, de oudste naam. De naam verwijst naar de patroonheilige van de stad en de republiek Venetië.
- Palazzo Capone, genoemd naar de eerste privéeigenaar.

## Situering
Het Venetiaans paleis staat in het oude stadscentrum van Napels, in de Via Benedetto Croce. In het verleden stonden in de straat nog andere paleizen; ook het invloedrijke klooster van San Domenico Maggiore stond in de nabijheid. De straat was een belangrijke as. De naam van de straat was destijds Spaccanopoli of Decumane Inferiore. De oorsprong gaat terug tot de Klassieke Oudheid.
Het paleis bezit een tuin, die vroeger de omvang van een park had. De tuin reikte immers tot de San Domenico Maggiore. De tuin werd beschreven als ‘hangende tuin’. Het was een labyrint van tufstenen grotten zodat de bezoeker de indruk had dat de tuin ophing.

## Historiek
Het 15-eeuwse paleis was aanvankelijk een residentie van de adellijke familie Sanseverino. Koning Ladislaus van Napels schonk het stadspaleis aan de republiek Venetië om er een ambassade in te richten (1412). De ambassadeur of consul-generaal had er doorgaans zijn woning. Hiermee is het ouder dan een andere Venetiaanse ambassade, het Palazzo Venezia in Rome. Het was een van de grootste gebouwen in het Middeleeuwse Napels. In de loop van de 16e eeuw was de pracht van het Venetiaans paleis met zijn park op het hoogtepunt. 
Het gebouw werd op bevel van de Senaat van Venetië gerestaureerd in 1610 en in 1646. Nadien, in 1688, leed het paleis zware schade door een aardbeving die het oude stadscentrum trof. Antonio Maria Vincenti leidde de herstelwerken in opdracht van de Republiek Venetië.
Door het Verdrag van Campo Formio (1797) tussen Oostenrijk en Napoleon Bonaparte van Frankrijk werd de ambassade opgedoekt. Oostenrijk werd eigenaar van het paleis. De Oostenrijkers verkochten het Palazzo Venezia in 1816 aan markies Gaspare Capone. Deze herbouwde het paleis en liet decoraties aanbrengen die in de 19e eeuw in trek waren. Aan de ingang liet hij het wapenschild ophangen van het markizaat Capone en hij bouwde een overkapping tussen het paleis en de tuin. In de tuin werd een neoclassicistisch paviljoen gebouwd, dat de naam kreeg Casina Pompeiana. Het was het koffiehuis van de familie. Capone liet een inscriptie aanbrengen (1818) in het Latijn: Het huis was mij (al) dierbaar maar een kleine tuin heeft het voor de meester des te aangenamer gemaakt. Het is nu geoorloofd aanwezig of afwezig (te zijn) aan het publieke leven (in Napels) en tezelfdertijd landelijk te leven in de stad.
Afstammelingen van de familie Capone zijn in bezit gebleven van het Palazzo Veneziano. Zij openen een deel van het paleis nu eens als kunstgalerij en dan eens als café.